# Monaster Trójcy Świętej i Świętych Praojców w Hebronie
Monaster Trójcy Świętej i Świętych Praojców – klasztor prawosławny w Hebronie, utworzony przez rosyjską misję prawosławną w Jerozolimie. 

## Historia
W 1866 zwierzchnik rosyjskiej misji prawosławnej w Jerozolimie archimandryta Antonin (Kapustin) wystąpił z inicjatywą zakupu terenu, na którym stał tzw. dąb z Mamre – drzewo, pod którym według legendy zamieszkiwał w namiocie biblijny Abraham. 22 maja 1871 po raz pierwszy odprawiono Świętą Liturgię pod dębem. W 1874 wzniesiono obok dom pielgrzyma, jednak ze względu na fakt, że miasto Hebron zamieszkiwali głównie muzułmanie, nie zaczęto od razu budowy cerkwi, mimo zachęt ze strony patriarchów jerozolimskiego Nikodema i konstantynopolitańskiego Joachima III. Prace budowlane podjął dopiero w 1904 archimandryta Leonid (Siencow), stojący na czele misji rosyjskiej. Gotowa cerkiew została poświęcona po 21 latach budowy, 31 maja 1925, kiedy po rewolucji październikowej misja w Jerozolimie nie mogła już liczyć na wsparcie polityczne i finansowe ze strony rosyjskiego rządu. Konsekracji obiektu dokonał patriarcha jerozolimski Damian.
Monaster w Hebronie przeszedł w latach 20. XX wieku pod jurysdykcję Rosyjskiego Kościoła Prawosławnego poza granicami Rosji. Patriarsze Moskwy ponownie podlega od 5 czerwca 1997. Miejsce to pozostaje popularnym ośrodkiem pielgrzymkowym. Jego tradycją jest odprawiania Świętej Liturgii pod Dębem Abrahama w trzecim dniu po uroczystościach Trójcy Świętej. Liturgia ta jest odprawiana w tym miejscu również obecnie, mimo że dąb z czasem obumarł.

## Architektura
Cerkiew monasterska wzniesiona jest na planie prostokąta. Jej najwyższym punktem jest dzwonnica zwieńczona kopułą z latarnią. Również nad prezbiterium wznosi się szersza kopuła na ośmiobocznym bębnie. W architekturze monasteru i świątyni wyraźne są cechy nawiązujące do wyglądu zamków średniowiecznych. W cerkwi znajdują się trzy ołtarze – Świętych Praojców, Trójcy Świętej i św. Mikołaja.